# Pteropus gilliardorum
La volpe volante dei Gilliard (Pteropus gilliardorum Van Deusen, 1969) è un pipistrello appartenente alla famiglia degli Pteropodidi, endemico dell'Arcipelago delle Bismarck.

## Descrizione

### Dimensioni
Pipistrello di medie dimensioni, con la lunghezza della testa e del corpo tra 154 e 178 mm, la lunghezza dell'avambraccio tra 117,4 e 120,6 mm, un'apertura alare fino 82 cm e un peso fino a 400 g.

### Aspetto
La pelliccia è lunga, densa e lanosa. Il colore generale del corpo è marrone scuro, cosparso di lunghi peli nerastri, mentre le spalle sono più brillanti. Il muso è nerastro, lungo ed affusolato, gli occhi sono grandi. Le orecchie sono corte, larghe ed arrotondate. I maschi hanno un ciuffo di peli arancioni intorno alle ghiandole del collo. La tibia è priva di peli. Le membrane alari sono attaccate lungo i fianchi del corpo. Gli artigli sono marroni scuri. È privo di coda, mentre l'uropatagio è ridotto ad una sottile membrana lungo la parte interna degli arti inferiori. I denti sono eccessivamente ridotti.

## Biologia

### Comportamento
Si rifugia in piccoli gruppi o solitariamente nel fogliame degli alberi.

### Alimentazione
La dentatura delicata indica che questa specie si ciba principalmente di nettare, frutta dalla pelle morbida e foglie.

## Distribuzione e habitat
L'areale di questa specie è ristretto alle isole della Nuova Britannia e Nuova Irlanda, nell'Arcipelago delle Bismarck.
Vive nelle foreste tropicali mature tra 200 e 2.300 metri di altitudine.

## Tassonomia
In accordo alla suddivisione del genere Pteropus effettuata da Andersen, P. gilliardorum è stato inserito successivamente nello P. scapulatus species Group, insieme a P. scapulatus stesso, P. woodfordi e P. mahaganus. Tale appartenenza si basa sulle caratteristiche di non avere un ripiano basale nei premolari e di avere denti masticatori eccessivamente ridotti.
Altre specie simpatriche dello stesso genere: P. admiralitatum, P. capistratus, P. hypomelanus e P. neohibernicus.

## Conservazione
La IUCN Red List, considerata la carenza di informazioni sulla sua distribuzione e il suo habitat, classifica P. gilliardorum come specie con dati insufficienti (DD).